# 後援会
後援会（こうえんかい）とは、ある人物（個人）または集団の活動を後援あるいは支持する者が集まる任意団体である。客という枠を超えて、支援対象の活動にも直接関与する事がある。生活の近代化に伴い、より敷居の低いファンクラブが設立されることが多くなった。

## 政治
日本では公職選挙法に規定がある政治団体などを指す。
選挙活動は、個人の名前で活動すると売名行為の事前運動に抵触するため、選挙の候補者は資金管理団体や後援会など、自身の支援団体を作る。その後、後援会の名簿を作成し、選挙の際は候補者の当選に向けて活動する準備を行う。また、普段は親睦を深めるため旅行会や懇親会など幅広い活動をしていく。
なお、政治献金の制限は政治資金規正法で規定されている。

### 日本共産党
一方で日本共産党には個人後援会を基本的に置かず、各地域や各階層（都道府県市区町村毎の地区委員会など）に党の後援会を設けている。一部の後援会では会費が無料であるなど、日本共産党後援会は他政党と異なる際立った特徴がある（支持者からの選挙資金集めは募金に応じるよう呼びかける形で行う）。ただし地方では特定候補者の後援会が組織されている場合もある。

### 「ボランティア」
一部の政党において、企業から社員へ「ボランティアで」後援会活動をするよう命令される場合もあり、そのような場合はもはやボランティアではなく企業活動ではないかとの意見も多い。

## スポーツ選手、スポーツチーム関連
野球、サッカー、大相撲などのプロスポーツには古くからチーム・団体・個人単位の後援会がみられる。
競技の応援や現役中の生活そのものの支援だけでなく、大相撲のタニマチのように化粧まわしの寄贈や引退後の年寄名跡の取得費用、相撲部屋を創設または継承した場合の運営費に至るまで力士の生涯にわたって面倒を見る例もある。
近年はオリンピック・パラリンピックの個人種目の後援会が、強化費や遠征費、世界大会出場の渡航費等を個人・法人ファンから会費という形で支援を受けている。
レーシングドライバーの小林可夢偉は2012年、F1資金集めのウェブサイトを作りインターネット上で個人ファンから184,655,120円（約1億8千万円）を集めた。

## 学校
学校においても後援会が結成されることが多い。
会の名称は学校によってさまざまだが、よくあるのは「〇〇後援会（生徒育成後援会、教育後援会、部活動後援会、教育振興会等）」といったもの（以下、「後援会」と総称）。国や自治体による調査はないため、その全体像を把握することは難しい。本人が『後援会に入りません』と言わない限り、会費が自動的に徴収されることもある。

## 戦前の学校「後援会」
合衆国で知られているような「父母と先生の会(PTA)」が、日本では、占領以前にはほとんど知られていなかった。
様々な種類の「後援会」や「保護者会」は、日本中に存在していた。
概して、それらの主要な目的は、税金によって充分に維持できない公立学校の運営を援助するために、資金を提供することであった。
そのような「後援会」の会員になることは、通常、学校へ通う子どもを持つ親にとって義務となっていた。
しばしば親たちは、学校へ通う子どもの人数を基準にして、寄付金を出すことを強要された。
役員は民主的に選挙されず、会合の際には民主的議事法がとられず、さらに少数の「ボス」がそれぞれの会の諸事業を支配していた。
すべての会員が、採決に参加する平等な権利を持っているわけではなかった。教師は会員に含まれていなかった。
年に１、２回しか会合を持たなかった。会は、子どもの福祉を増進するための継続的な事業を展開することはなかった。会は親と教師が、共通の問題を議論したり、成人教育の事業を主催する機会を提供しなかった。
多くの場合、「後援会」とは全く別に「母の会」が学校に組織され、家庭生活を改善する方法やそれと関連する課題について学習していた。しかし、「母の会」の活動は、しばしば学校長によって支配されていた。
そのような会は、日本における伝統的な性差別と婦人の低い地位を固定化する傾向にあった。(占領期日本の社会教育改革 J・M・ネルソン 著)